# Bergs voetbalkampioenschap
Het Bergs voetbalkampioenschap was een van de regionale voetbalcompetities van de West-Duitse voetbalbond, die bestond van 1906 tot 1911. Na de oprichting van de Zehnerliga ging de Bergse competitie voor het seizoen 1910/11 samen met de Noordijnse competitie. Na dit seizoen werd de Bergse competitie volledig geïntegreerd in die van Noordrijn.

## Erelijst
- 1907 SSV 1904 Elberfeld
- 1908 BV Solingen 98
- 1909 BV Solingen 98
- 1910 BV Solingen 98
- 1911 BV Barmen